# 阿爾伯特廣場
阿爾伯特廣場（英語：Albert Square）是位於英國英格蘭城市曼徹斯特市中心的一座公共廣場，而曼徹斯特市政廳就位於阿爾伯特廣場上。阿爾伯特廣場上擁有眾多維多利亞時期的哥特式建築，其中許多都是被保護建築。廣場上還有許多紀念碑和雕像，其中以紀念阿爾伯特親王的紀念碑最大。

## 外部連結

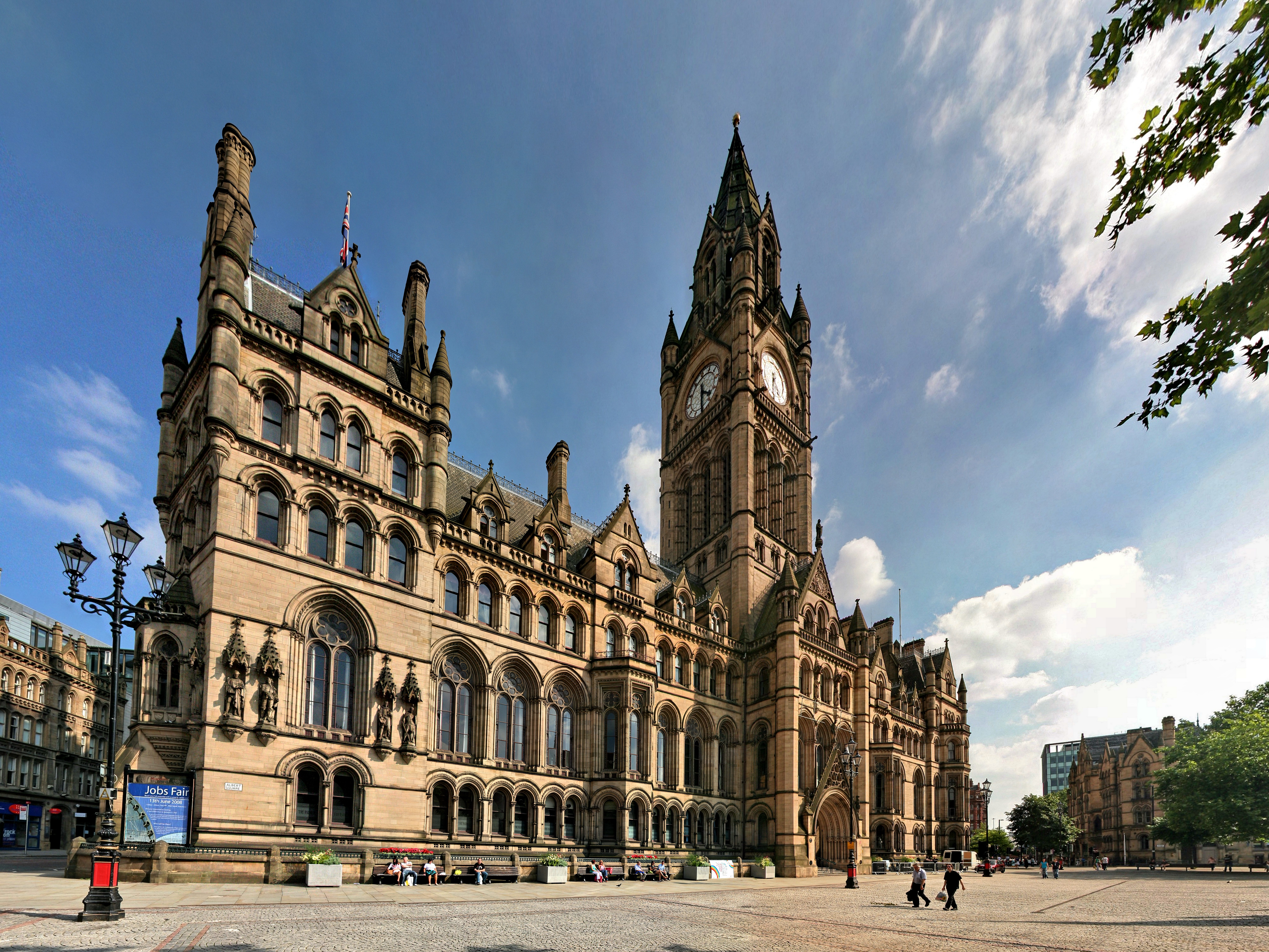
阿爾伯特廣場

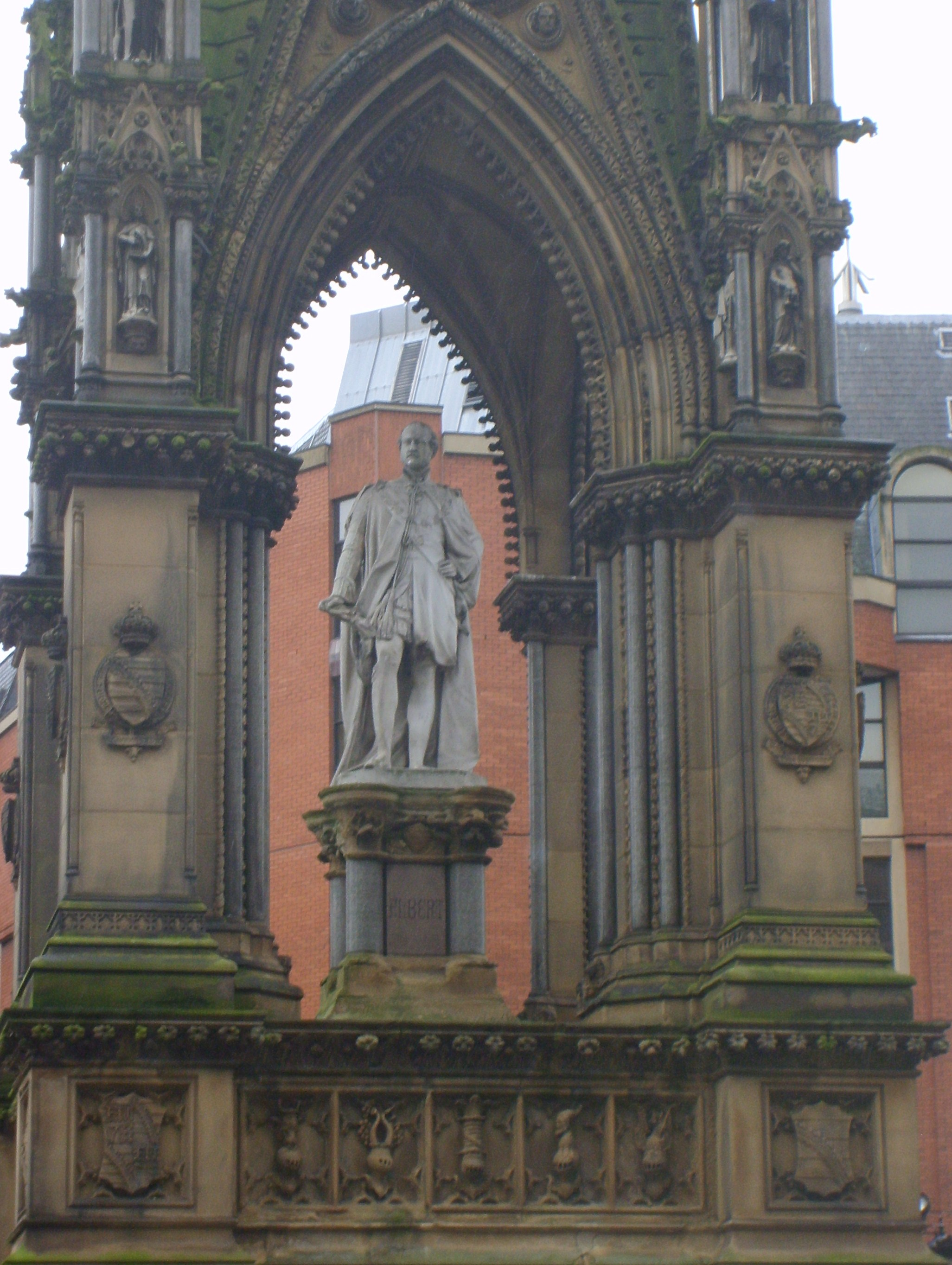
阿爾伯特紀念碑

- Aerial photograph of Albert Square （页面存档备份，存于）
- Happy birthday Town Hall （页面存档备份，存于） - BBC Manchester (historic photographs of Albert Square)

53°28′46″N 2°14′42″W / 53.47944°N 2.24500°W